# یک تابستان به‌یادماندنی
یک تابستان به‌یادماندنی (رومانیایی: O vară de neuitat؛ ‏ فرانسوی: Un été inoubliable‎) یک فیلم درام رومانیایی-فرانسوی به کارگردانی لوچیان پینتیلیه و بر پایهٔ رمانی از پترو دومیتریو است که در سال ۱۹۹۴ منتشر شد.
این فیلم دربارهٔ یک بانوی اشراف‌زادهٔ مجارستانی به‌نام «ماری-ترزه فون دبرستی» (با هنرنمایی کریستین اسکات توماس) است که پس از ازدواج با «سروان پتره دومیتریو» از فرماندهان نیروی زمینی ارتش رومانی به ناحیه «دوبروژای جنوبی» رومانی بزرگ (که امروزه در شمال بلغارستان واقع شده) می‌رود و در آنجا از نزدیک شاهد نبرهای خونین و خشونت‌آمیز میان نیروهای رومانی بزرگ با یاغیان «کومیتاجی» مقدونیه و همچنین ساکنین بلغاری‌تبار آن ناحیه است. در این فیلم، تلاش او برای نجات دادن اسرایِ بلغاریِ محکوم‌به‌مرگ از دستِ سربازانِ رومانی با شکست مواجه می‌شود.

## بازیگران
- کریستین اسکات توماس
- اُلگا تودوراکه
- کلاودیو بلئونتس
- جورجه کنستانتین
- یوان گیوری پاسکو
- رزوان واسیلسکو